# Mach’s noch einmal, Sam
Mach’s noch einmal, Sam (Originaltitel: Play it again, Sam bzw. Aspirins for Three) ist ein amerikanischer Spielfilm aus dem Jahr 1972. Woody Allen schrieb das Drehbuch nach seinem gleichnamigen Theaterstück und spielte die männliche Hauptrolle. Regie führte Herbert Ross.

## Handlung
Der in San Francisco lebende Filmkritiker Allan Felix wird von seiner Frau Nancy verlassen, weil sie von ihm gelangweilt ist und ihr Leben radikal verändern will, was seinem ohnehin schwachen Selbstbewusstsein einen schweren Schlag versetzt. Seine beiden Freunde, das Pärchen Linda und Dick, machen sich auf die Suche nach einer neuen Frau für ihn. Doch sobald Allan auf eine attraktive Frau trifft, beginnt er sich hinter einer Maske überschäumender und alberner Männlichkeit zu verstecken. Es gelingt ihm nicht, sich zu entspannen. Vielmehr macht er sich durch zahlreiche tollpatschige Missgeschicke und verzweifelt wirkende Angebereien lächerlich. Sein großes Vorbild Humphrey Bogart, der ihm in brenzligen Situationen als Einbildung erscheint, versucht ihm mit Ratschlägen zur Seite zu stehen. Neben Bogart spricht er in halluzinationsartigen Momenten auch mit seiner Exfrau, die ihn angreift und ihn daran hindern will, Erfolg bei anderen Frauen zu haben.
Spät bemerkt Allan, dass die einzige Frau, in deren Gegenwart er er selbst sein kann, seine Freundin Linda ist. Doch Linda ist auch die Frau seines besten Freundes Dick, der sie wegen seiner Arbeit als Börsenmakler jedoch stark vernachlässigt. Da beide sich einsam fühlen, verbringen sie viel Zeit miteinander. Eines Abends, als Dick auf Geschäftsreise ist, treffen sie sich in Allans Wohnung, um zu kochen. Sie sitzen jedoch nur längere Zeit nebeneinander auf dem Sofa. Während Linda von einer Valium-Tablette berauscht ist und Sekt trinkt, führt Allan wieder mal ein Gespräch mit Humphrey Bogart, der ihm Tipps gibt, wie er sich gegenüber Linda zu verhalten habe, damit er sie küssen kann. Am Ende fällt Allan über Linda her, die daraufhin verschreckt flüchtet. Doch nach wenigen Sekunden kehrt sie zurück und schläft mit ihm. Sie gestehen sich am nächsten Morgen ihre Liebe und beschließen, dass Linda Dick davon erzählen und mit ihm Schluss machen soll. Zufällig trifft Allan Dick, bevor dieser von ihrer Affäre erfahren hat. Dick erzählt Allan, dass er sich Sorgen mache, dass sie einen heimlichen Liebhaber habe, weil Linda im Schlaf davon geredet habe. Als Allan erkennt, wie sehr Dick Linda liebt, bekommt er ein schlechtes Gewissen und entschließt sich dazu, zugunsten seines besten Freundes auf sie zu verzichten. Er will Linda davon abbringen, Dick von ihrer gemeinsamen Nacht zu erzählen. Linda hat aber schon mit Dick Schluss gemacht. Dieser will daraufhin verzweifelt mit dem Flugzeug die Stadt verlassen. Schließlich wird sich Linda jedoch klar, dass sie Dick noch immer liebt. Am Ende treffen sich die drei am Flughafen und Allen lässt sie ziehen, wie es seinem Vorbild Rick aus dem Film Casablanca entspricht.

## Kritiken
„Witzige und intelligente Komödie, zu der Woody Allen auch die Theatervorlage lieferte. Die Mischung aus spezifisch jüdischer Scharfzüngigkeit und amerikanischem Slapstick, melancholischem Psychogramm und purem Klamauk ist manchmal etwas unausgewogen; den Unterhaltungswert mindert das nicht.“

## Verweise
Der Film verweist an zahlreichen Stellen auf den Film Casablanca aus dem Jahr 1942. So werden etwa direkt zu Beginn des Films Ausschnitte aus diesem Film gezeigt, welchen sich Allen im Kino anschaut. Auch das Motiv zweier Männer, welche dieselbe Frau lieben (und von dieser geliebt werden) und von denen zuletzt einer der beiden seine Ansprüche zurückstellt, ist aus Casablanca übernommen. So stellt die Schlussszene des Films auf dem Flughafen eine Hommage an das Ende von Casablanca dar. Auch der Titel des Films, welcher sich so nicht direkt in diesem wiederfinden lässt, verweist auf eine bekannte Szene aus Casablanca, in der ein Pianist namens Sam dazu aufgefordert wird, ein bestimmtes Lied (noch einmal bzw. wieder) zu spielen.